# Pieter van der Plas
Pieter van der Plas noto anche come Pieter van der Plas il Vecchio, Pieter van der Plaas e Pieter van der Plassche (1595 circa – 1661 circa) è stato un pittore fiammingo attivo a Bruxelles nella prima metà del XVII secolo.

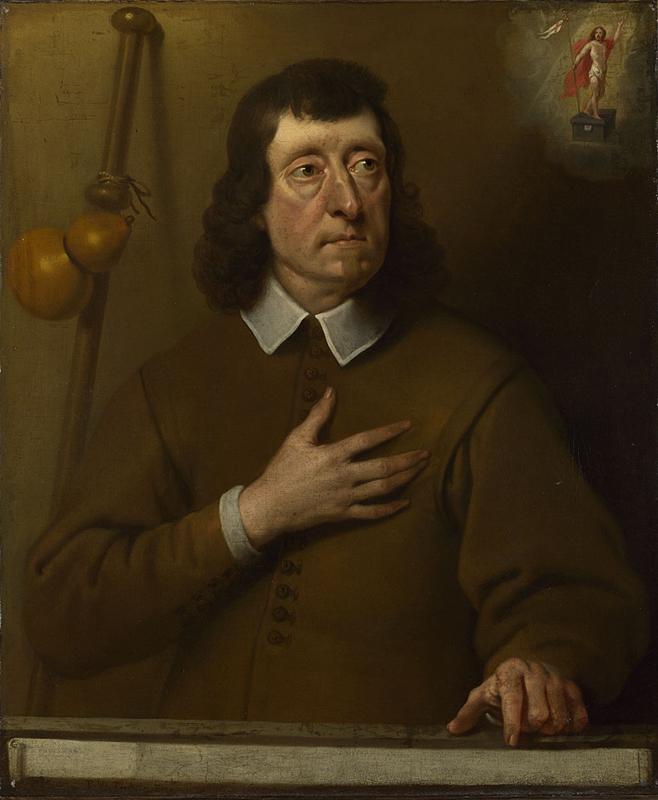
Ritratto di uomo

É noto per I suoi ritratti individuali e di gruppo e per la pittura di genere.

## Biografia
Poco si conosce della sua vita. Si crede sia nato a Bruxelles e studiò con Ferdinand de Berndt. Fu attivo a Bruxelles dal 1610 al 1650, dove era maestro della locale Corporazione di San Luca. Si crede sia morto in quella città tra il 1650 e il 1661.

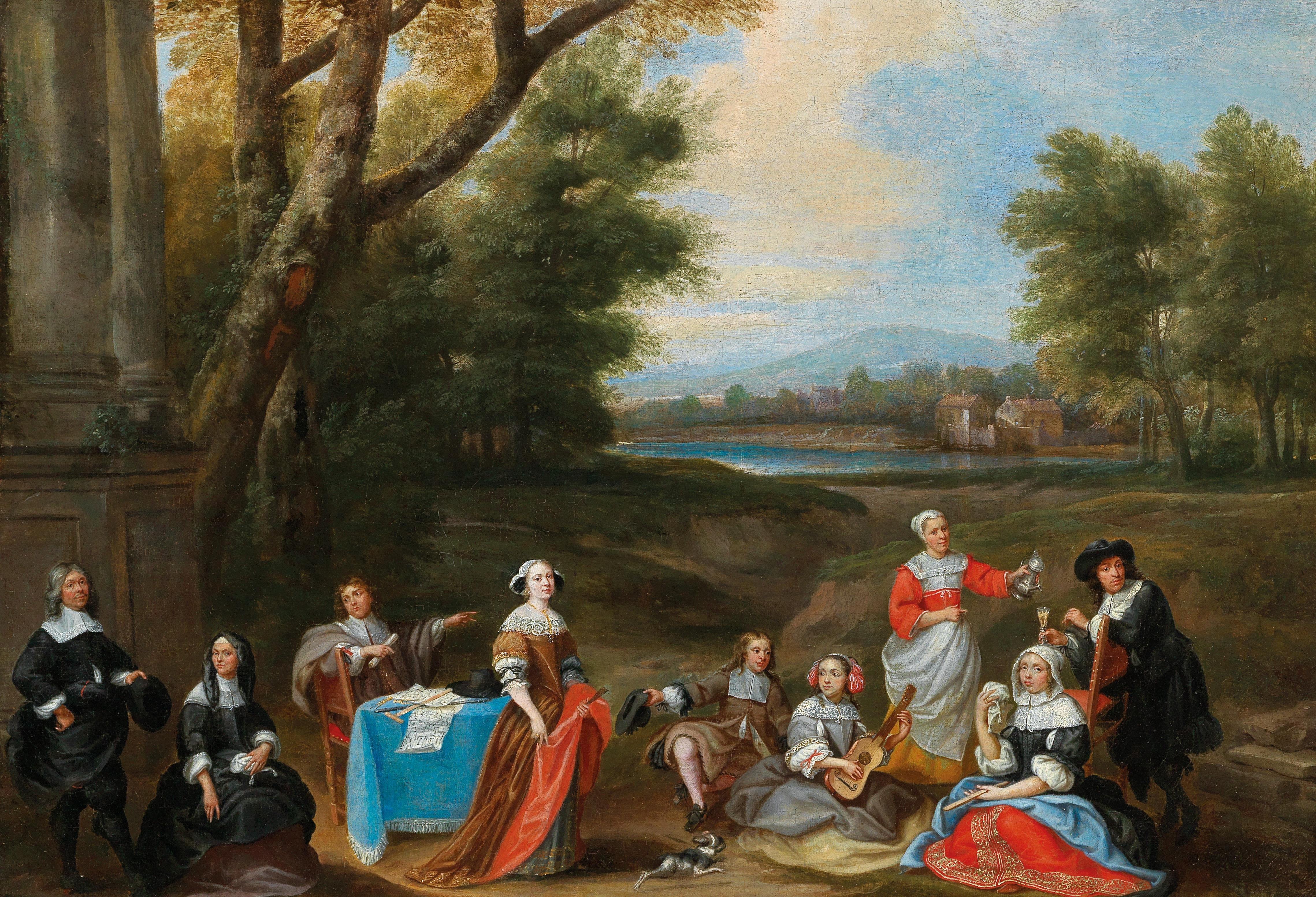
Architetto che mostra dei progetti ad una famiglia in abiti aristocratici in un contesto paesaggistico

Pieter van der Plas è stato talvolta confuso con l'artista P.V. Plas (noto anche come Pieter van de Plassen, P. van Dillen e con il monogramma P.V.P.). Questo artista fu attivo a Bruxelles nel periodo 1630-1650 e potrebbe essere stato olandese.  P.V. Plas era un pittore di nature morte che dipingeva in stile fiammingo.

## Opere
Pieter van der Plas dipinse ritratti individuali e di gruppo per le corporazioni locali a Bruxelles. Lo stile dei suoi dipinti era simile a quello dei suoi contemporanei più giovani Gonzales Coques e Gillis van Tilborgh.
Due dei suoi ritratti mostrano donatori che distribuiscono pane e vestiti agli orfani mentre vengono guardati dalla Madonna col Bambino e Sant'Anna. Uno di questi è firmato congiuntamente da Pieter van der Plas e dal giovane ritrattista di Bruxelles Pieter Meert (Museo del Centro per la previdenza sociale di Bruxelles).

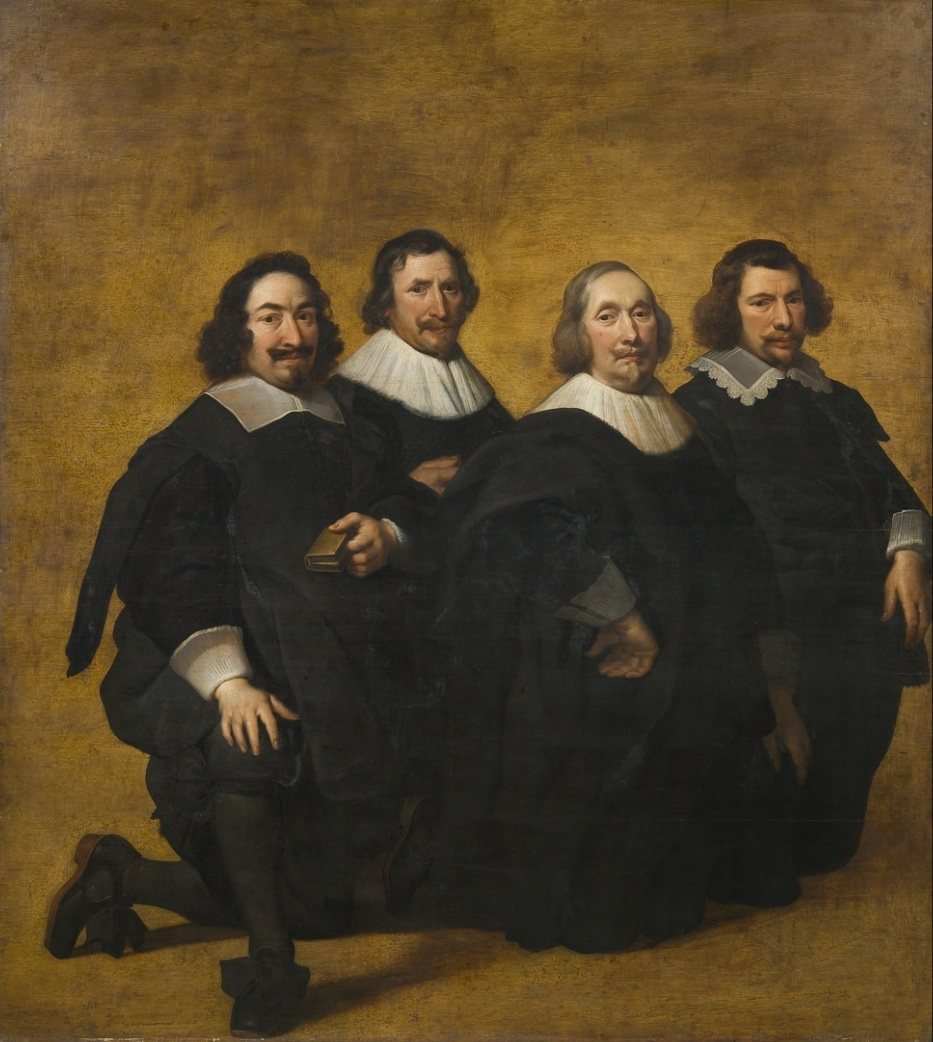
Ritratto di quattro uomini in ginocchio

In gran parte del dipinto Architetto che mostra dei progetti ad una famiglia in abiti aristocratici in un contesto paesaggistico l'artista anima il ritratto di tre generazioni di una famiglia attraverso il suo senso per la psicologia. I genitori anziani in abiti neri sono raffigurati sulla sinistra. La loro figlia sta in mezzo, mentre suo marito (un architetto come mostra il progetto sul tavolo) e suo figlio puntano verso di lei. All'estrema destra si trova il figlio della coppia di anziani. Il servo che riempie il suo bicchiere lo sta indicando, come fa sua figlia con la sua piccola chitarra. Sua moglie siede di fronte a lui. Un piccolo cane che corre in basso al centro simboleggia la lealtà. Sullo sfondo scorre un piccolo ruscello, probabilmente il Maelbeek vicino a Bruxelles.
Il Ritratto di uomo (National Gallery, Londra) si crede sia quello di John Milton. Una pittura che rappresenta la Caccia con il falcone (Galleria nazionale di Oslo) dimostra il suo interesse per la pittura di genere.